# Scipione Tecchi
Scipione Tecchi (né le 27 juin 1854 à Rome, alors capitale des États pontificaux et mort le 7 février 1915 dans la même ville), est un cardinal italien de l'Église catholique du début de la XXe siècle, créé par le pape Pie X.

## Biographie
Après son ordination, Scipione Tecchi fait du travail pastoral dans le diocèse de Rome. Il exerce plusieurs fonctions au sein de la Curie romaine, notamment comme protonotaire apostolique, chanoine à la basilique du Latran et à la basilique Saint-Pierre, à la Congrégation des rites et comme secrétaire du Collège des cardinaux.
Le pape Pie X le crée cardinal lors du consistoire du 25 mai 1914. Le cardinal Tecchi participe au conclave de 1914, lors duquel Benoît XV est élu.